# Justin Chon

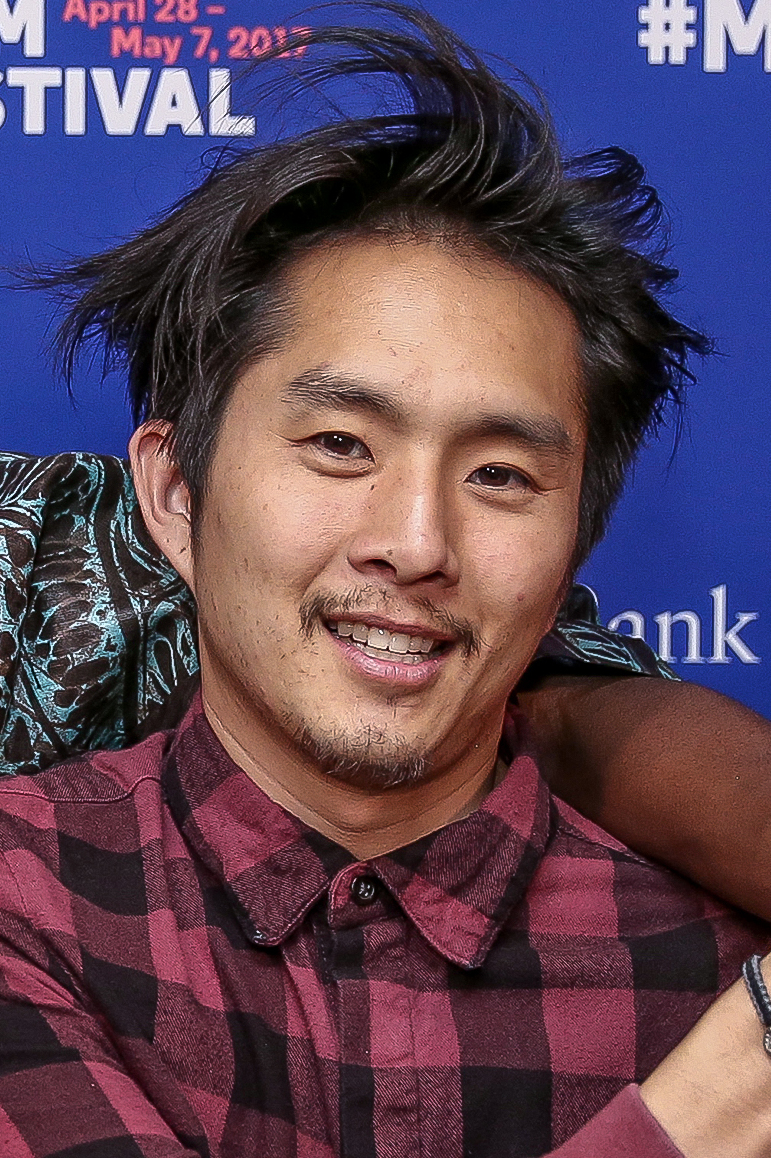
Justin Chon (2017)

Justin Jitae Chon (* 29. Mai 1981 in Garden Grove) ist ein US-amerikanischer Schauspieler und Filmregisseur.

## Leben
Chon wurde 1981 als Sohn südkoreanischer Einwanderer geboren, sein Vater war Fernsehschauspieler. Er wuchs in Irvine auf und besuchte dort die High School. Bereits während der Schulzeit lernte er verschiedene Instrumente wie Gitarre, Klavier, Geige und Saxophon. Nach Abschluss der Schule begann er ein Wirtschaftsstudium, um später als Finanzberater oder Investmentbanker arbeiten zu können. Zugleich studierte er zunächst Japanisch, wechselte später zu Koreanisch. Das erste Studienjahr absolvierte er an der Yonsei University in Seoul, während des zweiten Semesters lebte er bei seiner Großmutter. Zurück in Kalifornien, meldete er sich bei einem Schauspielkurs an. Die positiven Reaktionen, die er von seinem Lehrer erhielt, bewogen ihn dazu, sich nach seinem Abschluss der Schauspielerei zuzuwenden.

## Schauspielkarriere
Nach Abschluss des Studiums spielte Chon einige Monate ohne Gage in Studentenfilmen und an Theatern und verdiente sein Geld als Angestellter im Geschäft seines Vaters in Anaheim. Sein erstes bezahltes Engagement war für einen Werbespot für T-Mobile, gefolgt von einer kleinen Nebenrolle in der TV-Serie Jack & Bobby. Am Set des Horrorfilms Hack! traf er die Managerin Kim Matuka, die ihn mit seinem späteren Agenten bekannt machte. Ab 2005 spielte er regelmäßig kleinere Rollen im Disney Channel und erhielt in der sendereigenen Produktion Wendy Wu – Die Highschool-Kriegerin seine erste Hauptrolle. Von Juni 2006 bis 2008 gehörte er zum Cast von Just Jordan. In den Filmen Twilight – Biss zum Morgengrauen, New Moon – Biss zur Mittagsstunde, Eclipse – Biss zum Abendrot und Breaking Dawn – Biss zum Ende der Nacht, Teil 1 stellte Chon die Figur des Eric Yorkie dar.

## Regiearbeiten
Sein Filmdrama Blue Bayou in dem er selbst auch in der Hauptrolle zu sehen war, kam im September 2021 in die US-amerikanischen Kinos. Sein Filmdrama Jamojaya, mit dem indonesischen Rapper Brian Imanuel Soewarno, auch Rich Brian, in der Hauptrolle feierte im Januar 2023 beim Sundance Film Festival seine Premiere. Im Sommer 2024 wurde Justin Chon Mitglied der Academy of Motion Picture Arts and Sciences.

## Filmografie (Auswahl)
- 2005: Jack & Bobby (Fernsehserie, Episode 1x20)
- 2006: O.C., California (The O.C., Fernsehserie, Episode 3x23)
- 2006: Wendy Wu – Die Highschool-Kriegerin (Wendy Wu: Homecoming Warrior, Fernsehfilm)
- 2007: Hack!
- 2007: Balls Out: Gary the Tennis Coach
- 2007–2008: Just Jordan (Fernsehserie, 24 Episoden)
- 2008: Twilight – Biss zum Morgengrauen (Twilight)
- 2009: New Moon – Biss zur Mittagsstunde (The Twilight Saga: New Moon)
- 2009: Crossing Over
- 2010: Eclipse – Biss zum Abendrot (The Twilight Saga: Eclipse)
- 2011: Gigantic (Fernsehserie, Episode 1x16)
- 2011: Dr. House (House, Fernsehserie, Episode 7x18)
- 2011: Breaking Dawn – Biss zum Ende der Nacht, Teil 1 (The Twilight Saga: Breaking Dawn – Part 1)
- 2012: From the Rough
- 2012: School of the Living Dead
- 2013: 21 & Over
- 2014: Revenge of the Green Dragons
- 2015: Seoul Searching
- 2016: Dramaworld (Webserie)
- 2016: Satanic
- 2017: Gook
- 2018: Deception – Magie des Verbrechens (Deception, Fernsehserie, 13 Folgen)
- 2021: Blue Bayou (auch Regie und Drehbuch)
- 2022: Pachinko – Ein einfaches Leben (Pachinko, Fernsehserie, Regie und Produzent)